# Švarnas
Švarnas, Švarn ali Švarno (litovsko Švarnas, ukrajinsko Шварно Данилович, latinizirano: Švarno Danylovyč) je bil od leta 1264 do okoli 1269 knez zahodnih delov Rutenije in od leta 1267 do okoli 1269 veliki knez Velike litovske kneževine, * okoli 1230, † okoli 1269, Chełm, Poljska. 
Kot vpliven voditelj se je vključil v notranje boje za oblast v sosednji Veliki kneževini Litvi. V svoji domeni je imel tudi mesto Holm (sodobni Chełm, Poljska).

## Ime
O Švarnu je malo znanega in tudi njegovo ime ni povsem zanesljivo. Izvirni zapisi o njem so redki in ga omenjajo pod različnimi imeni. Prva izdaja Analov velikih knezov Litve, na primer, ga omenja kot Škvarna, naslednje izdaje pa uporabljajo imeni Skirmont in Skirmunt, ki sta verjetno rusinski različici litovskega imena Skirmantas. Sodobni viri omenjajo tudi njegovo krščansko ime Ioann (Іоанн), se pravi Ivan ali Jurij. V sodobnih zgodovinopisjih je znan pod različnimi imeni, vključno z litovskim Švarnas, ukrajinskim Švarno Danilovič, ruskim in beloruskim Švarn ter poljskim Szwarno Daniłowicz. Vse so različice imena Švarn, ki je verjetno pomanjševalnica slovanskega imena Svaromir.

## Življenje
Bil je eden od sinov galicijskega kralja Danijela I. iz družine Romanovičev, in podedoval severozahodne dele Rusinskega kraljestva v domeni njegovega očeta. V Švarnovo domeno je spadalo samo mesto Halič in Rdeča Rutenija na drugem bregu Buga z mesti Bełz, Czerwieńa, Mielnik, Drohiczyn in od leta 1264 tudi Holm/Chełm. Njegov brat Lev I. je podedoval južni del očetovega ozemlja z mestoma Lvov in Przemyśl, medtem ko je Roman postal dedič vojvodin Luck in Terebovl.
Med vladanjem kralja Danijela I. so bili galicijski gospodje povezani s svojimi poljskimi sosedi proti skupni grožnji, litovskim plemenom, ki so pogosto napadala in ropala sosednje dežele. Leta 1255 ali leto prej se je Švarn poročil z neimenovano hčerko litovskega velikega kneza Mindaugasa, od leta 1253 prvega in edinega kralja Litve. Poroka ga je povezala z Litvo in oba vladarja sta se skupaj lotila številnih vojaških pohodov proti Kraljevini Poljski. Že leta 1255 sta napadla Lublin in leta 1262 začela velik akcijo proti Mazoviji. Švarn in Treniota sta zavzela mesto Plock in oblegala Švarnovega svaka Sjemovita I. Mazovskega v Jazdówu (današnja Varšava). Na koncu so Švarnovi vojaki ubili Sjemovita, njegovega sina Konrada II. pa ujeli. Poljska pomoč ni prispela pravočasno in bila kasneje poražena v bitki pri Dlugosjodlu 5. avgusta 1262.
Leta 1264 je kralj Danijel Gališki umrl in Švarn je kot knez uradno prejel oblast nad celotno Kraljevino Rutenijo. Takoj je sprožil veliko kampanjo proti Poljski in tokrat ciljal na Malopoljsko. Njegovi in litovski vojski je skupnim močmi uspelo opleniti Skaryszew, Tarczek in Wiślica, potem pa sta se morali umakniti. Poljski kralj Boleslav V. Sramežljivi je v bitki pri Brańsku porazil jatvinške pomožne čete in naslednje leto izvedel protiofenzivo proti Švarnu in njegovemu stricu Vasiljku Romanoviču in ju 19. junija 1266 pri Vrotu premagal. Poraz je oslabil Švarnov položaj v njegovi lastni domeni. 
Medtem je bil leta 1263 umorjen litovski kralj Mindaugas. V kaosu, ki je sledil njegovemu umoru, so se za oblast v Veliki kneževini borili domači in tuji vladarji. Švarn je podprl Vaišvilkasa, svojega svaka in enega od Mindaugasovih sinov. Skupaj jima je uspelo odstaviti Treniota in pregnati Daumantasa vse do Pskova. Ko se je Vaišvilkas leta 1267 vrnil v meniško življenje, je Švarn postal novi veliki knez Litve. O njegovi vladavini v Litvi ni nobenega podrobnega podatka. V Litvi verjetno ni imel močne podpore, pri širjenju meja pa je bil očitno uspešen. Po uspešnih vojaških pohodih je leta 1267 premagal svojega brata Mstislava v bitki pri reki Jaseldi ter zavzel Turov in Pinsk. Zatem se je boril proti Volškim Tatarom in premagal kana Balaklaja v bitki pri Kojdanovu (sodobni Džeržinsk v Belorusiji), kar mu je omogočilo, da je zavzel mesta Mozir, Černigov, Karačev in Starodub. 
Boj za oblast v Litvi se je nadaljeval in še preden se je pojavil jasen zmagovalec, je Švarm med letoma 1269 in 1271 v Holmu (zdaj Chełm, Poljska) umrl. Pokopan je bil v Holmu v pravoslavni stolnici na mestu sedanje bazilike Rojstva Device Marije. Po njegovi smrti je večina njegovega ozemlja pripadla Litvi in prišla pod oblast Traidenisa, plemiča iz Aukštaitije.

## Vir
- Lietuvos valdovai (XIII-XVIII a.): enciklopedinis žinynas. Vytautas Spečiūnas (sud.). Vilnius: Mokslo ir enciklopedijų leidybos institutas. 2004. str. 28. ISBN 5-420-01535-8.

| Švarnas Rojen: okoli 1230 Umrl: okoli 1269 |                             |                      |
| Vladarski nazivi                           |                             |                      |
| Predhodnik: Vaišvilkas                     | Veliki knez Litve 1267–1269 | Naslednik: Traidenis |